# Lupettiana mordax
Lupettiana mordax är en spindelart som först beskrevs av O. Pickard-Cambridge 1896.  Lupettiana mordax ingår i släktet Lupettiana och familjen spökspindlar. Inga underarter finns listade i Catalogue of Life.